# Piemonte Football Club
Le Piemonte Football Club était un club de football italien fondé en 1910 et basé à Turin. 
Le club a participé cinq championnats d'Italie de première division mais n'obtint aucun résultat probant, étant éliminé à chaque fois lors des phases régionales. Le club fut dissout en 1915. Les couleurs du club étaient des rayures verticales bleues et rouges.

## Bilan saison par saison
| Saison    | Div.                 | Parcours                             |
| 1910-1911 | Championnat d'Italie | 7e du tournoi principal              |
| 1911-1912 | Championnat d'Italie | 10e du tournoi principal             |
| 1912-1913 | Championnat d'Italie | 4e du championnat piémontais         |
| 1913-1914 | Championnat d'Italie | 7e du championnat ligure-piémontais  |
| 1914-1915 | Championnat d'Italie | 5e du championnat du Piémont central |